# NCIS (kilencedik évad)
Az NCIS című amerikai televíziós sorozat kilencedik évadát 2011. szeptember 20-án kezdte vetíteni a CBS csatorna az Amerikai Egyesült Államokban (Kanadában egy nappal korábban kerül adásba). Az évadnyitó epizód 19,96 millió nézővel a legsikeresebb volt azon a napon az USA-ban (a 18-49 közti korosztály körében pedig a 2.), s a széria azóta sem mozdult az élbolyból.
2012. február 7-én adták le a sorozat 200. epizódját.
Magyarországon a TV2 2012. február 27-én kezdte vetíteni az évadot, a már megszokott hétfő esti időpontban.

## Szereplők
- Mark Harmon (Leroy Jethro Gibbs) – magyar hangja: Mihályi Győző
- Cote de Pablo (Ziva David) – magyar hangja: Pikali Gerda
- Michael Weatherly (Tony) – magyar hangja: Schmied Zoltán
- Sean Murray (Timothy McGee) – magyar hangja: Kapácsy Miklós
- David McCallum (Doki) – magyar hangja: Szokolay Ottó
- Pauley Perrette (Abby) – magyar hangja: Böhm Anita
- Brian Dietzen (Dr. James Palmer) – magyar hangja: Láng Balázs
- Rocky Carroll (Leon Vance) – magyar hangja: Háda János

## Epizódlista
|  | Alább a cselekmény részletei következnek! |

| Eredeti cím | Amerikai bemutató    | Magyar cím                 | Magyar bemutató      | #    |
| --- | -------------------- | -------------------------- | -------------------- | ---- |
| Nature of the Beast | 2011. szeptember 20. | Fantomok                   | 2012. február 27.    | 9x01 |
| Tonyt eszméletlenül találták: életét golyóálló mellénye mentette meg, s fegyvere tanúsága szerint ő is lőtt kétszer, ám nem emlékszik semmire. Mivel egy másik NCIS-ügynök véres jelvényét találják a helyszínen, Gibbs Kate nővérét hívja segítségül az amnézia feloldására. A beszélgetés során egy titkos megbízatás részleteire derül fény. |                      |                            |                      |      |
| |                      |                            |                      |      |
| Restless | 2011. szeptember 27. | Hamis emlékek              | 2012. március 5.     | 9x02 |
| Thomas Hill közlegény egy meglepetésbulira érkezett meg több szúrt sebbel, amelyekbe bele is halt. Miközben a csapat az ügyön dolgozik, Tony bűntudatosan egy középiskolai osztálytársát próbálja felkutatni, akit emlékezete szerint gatyájánál fogva felakasztott egy zászlórúdra annak idején. |                      |                            |                      |      |
| |                      |                            |                      |      |
| The Penelope Papers | 2011. október 4.     | A Penelope ügy             | 2012. március 12.    | 9x03 |
| A meggyilkolt tengerészgyalogos tárcájából Tim névjegykártyája kerül elő, ráadásul az ő nagymamájával beszélt utoljára az áldozat telefonon. Mint kiderült, Booth hadnagy a temperamentumos nagyi tanítványa volt. |                      |                            |                      |      |
| |                      |                            |                      |      |
| Enemy on the Hill | 2011. október 11.    | Ellenség a dombon          | 2012. március 19.    | 9x04 |
| Egy furgon által elütött férfiről azt feltételezik, hogy hírhedett bérgyilkos volt. A következő kiszemelt áldozatra Ziva vigyáz, de a tiltakozó delikvens folyton meglóg a védőőrizetből. Eközben Abby a fél veséjét akarja adni egy betegnek, ám a jelentkezők közt van még valaki más is, aki megfelelne - mint kiderül, az illető DNS-e pontosan egyezik Abby-ével. |                      |                            |                      |      |
| |                      |                            |                      |      |
| Safe Harbor | 2011. október 18.    | Biztonságos kikötő         | 2012. március 26.    | 9x05 |
| A parti őrség altisztjét lelövik egy üresnek látszó hajón, melyen egy – állításuk szerint politikai okokból menedékjogot kérő – libanoni család rejtőzik. Nyomozás közben a csapat új nőt keres Gibbsnek, hátha a randizás csökkentené főnökük munkamániáját, s nekik is több nyugtuk lenne. |                      |                            |                      |      |
| |                      |                            |                      |      |
| Thirst | 2011. október 25.    | Szomjúság                  | 2012. április 2.     | 9x06 |
| Két áldozatot is találnak, akik szó szerint halálra itták magukat vízzel: a halálos szomjúság oka kábítószer miatti kiszáradás. A csapatot eközben a randizgató Doki boldogsága tartja lázban. |                      |                            |                      |      |
| |                      |                            |                      |      |
| Devil's Triangle | 2011. november 1.    | Az ördög háromszöge        | 2012. április 16.    | 9x07 |
| Gibbs és Fornell volt feleségének legújabb férjét elrabolták, s Diane – az emiatt nem épp boldog – exeket kéri, hogy kerítsék elő. Az üggyel kapcsolatban egyre több halott kerül elő, s Victor, az eltűnt férj egyre gyanúsabb lesz. |                      |                            |                      |      |
| |                      |                            |                      |      |
| Engaged, Part I. | 2011. november 8.    | Küzdelem 2/1               | 2012. április 23.    | 9x08 |
| Egy elhunyt katonák holttestét szállító repülő felrobban, ám a DNS-vizsgálat során kiderül, hogy Gabriela Flores hadnagy teteme nem volt a gépen. A csapat kutatást indít az Afganisztánban leányiskolát újjáépítő hadnagynő után, hátha élve megúszta az iskolát ért támadást, s az eset Gibbs számára felidézi egy rokonszenves katonalány emlékét a múltból. |                      |                            |                      |      |
| |                      |                            |                      |      |
| Engaged, Part II. | 2011. november 15.   | Küzdelem 2/2               | 2012. április 30.    | 9x09 |
| Gibbs és Zíva elindul Afganisztánba, hogy Florest felkutassák, majd hazaérkezvén ártalmatlanítanak egy fanatikusan nyugatellenes terrorista családot az ügy kapcsán. |                      |                            |                      |      |
| |                      |                            |                      |      |
| Sins of the Father | 2011. november 22.   | Az apa bűnei               | 2012. május 7.       | 9x10 |
| A családközpontú évadban Tony is sorra kerül: apját tökrészegen találják meg a rendőrök egy autóban szunyókálva, ám ennél is nagyobb baj, hogy a csomagtartóban egy hulla hever. |                      |                            |                      |      |
| |                      |                            |                      |      |
| Newborn King | 2011. december 13.   | Az újszülött király        | 2012. május 14.      | 9x11 |
| A Haditengerészet egyik ezredesét holtan találják egy szállodai szobában. A nyomozás során kiderül, hogy az ezredes a barátnőjét várta, akinek később trükkös módszerrel sikerül is felvennie a kapcsolatot az NCIS csapatával. Az állapotos nő retteg, mert úgy érzi, hogy követik őt, és nem a barátjának, hanem neki kellett volna meghalni, mert valójában rá vadásznak. Eközben Palmer a leendő apósát vezeti körbe az NCIS bázison, aminek senki sem örül. DiNozzo-t pedig az exfeleségével heccelik, aki meghívta őt karácsonyozni. |                      |                            |                      |      |
| |                      |                            |                      |      |
| Housekeeping | 2012. január 3.      | Eltakarítás                | 2012. augusztus 27.  | 9x12 |
| Egy tengerészt lelőnek a saját autójában. Egy szemtanú látott egy nőt elfutni a kocsiból, aki nem a felesége volt. A nyomozás során kiderül a titokzatos nő személye, aki nem más mint E. J. Barett. Az ügynök mind idáig menekült, de most a csapat segítségével megpróbálnak véget vetni ennek. |                      |                            |                      |      |
| |                      |                            |                      |      |
| A Desperate Man | 2012. január 10.     | Egy elkeseredett ember     | 2012. szeptember 3.  | 9x13 |
| Egy parancsnokra halottan találnak rá egy eladó házban. Az áldozat férje egy rendőr ezért saját nyomozásával csak nehezíti az NCIS dolgát. Közben visszatér a városba Ziva barátja Ray, de kiderül, hogy nem miatta jött hanem az ügy miatt. |                      |                            |                      |      |
| |                      |                            |                      |      |
| Life Before His Eyes | 2012. február 7.     | Egy szemvillanás alatt     | 2012. szeptember 10. | 9x14 |
| A 200. epizódban egy rászegeződő fegyver hatására Gibbs újragondolja az életét. A "Mi lett volna, ha?" játék során felidézi halott édesanyja, felesége, lánya, Mike és Kate alakját, de csapata is feldereng előtte. A gondolatmenet végén rájön: ő dönt, s az eddigiek során sem dönthetett másként, mint ahogy tette. |                      |                            |                      |      |
| |                      |                            |                      |      |
| Secrets | 2012. február 14.    | Titkok                     | 2012. szeptember 17. | 9x15 |
| Egy virágüzletben két ember éppen hazafelé készülődik, amikor halálos fenyegetést kapnak, majd lelövik őket. A nyomozás során kiderül, hogy a két ember szuperhős volt, akik utcai bűntényeket oldattak meg, segítve ezzel a rendőrség munkáját. A nyomozásba bevonnak egy riportert is akinek közös múltja van Tony-val... |                      |                            |                      |      |
| |                      |                            |                      |      |
| Psych Out | 2012. február 21.    | Elmetrükkök                | 2012. szeptember 24. | 9x16 |
| Két bűnöző ki akar rabolni egy házat de amikor betörnek szemtanúi lesznek egy öngyilkosságnak. Kiderül, hogy a férfi pszichológusa és barátja Kate nővére, aki állítja, hogy a férfi soha nem lett volna öngyilkos. Később Abby megállapítja,hogy a férfit bedrogozták, mégpedig Samanta Ryan módszerével aki időközben többé kevésbé segíti a nyomozást. |                      |                            |                      |      |
| |                      |                            |                      |      |
| Need to Know | 2012. február 28.    | Beavatatlanul              | 2012. október 1.     | 9x17 |
| Gibbs éppen egy katonával akar tárgyalni, amikor az hirtelen szívrohamban meghal. Kiderül, hogy Agah Bayar, fegyverkereskedőről voltak információi, valamint az is, hogy a katonát megölték. A nyomozás közben Ziva különleges feladatot kap, mégpedig azt, hogy tartson beszédet a továbbtanulási napon. |                      |                            |                      |      |
| |                      |                            |                      |      |
| The Tell | 2012. március 20.    | Árulkodó jel               | 2012. október 8.     | 9x18 |
| Titkos információk szivárogtak ki az interneten és megzsarolták a minisztert.Egyesek szerint a barátja követte el aki nemrég sokat bukott a haditengerészet miatt, ezért volt indítéka. A nyomozásba besegít a PsyOps-tól Samanta Ryan valamint egyik embere. |                      |                            |                      |      |
| |                      |                            |                      |      |
| The Good Son | 2012. március 27.    | A jófiú                    | 2012. október 15.    | 9x19 |
| Egy halott katonára az utcán találnak rá társai. A nyomozás során az első számú gyanúsított az igazgató egyik közeli rokona, és bár azt állítja nem ő ölte meg a katonát, Gibbs nem hisz neki. |                      |                            |                      |      |
| |                      |                            |                      |      |
| The Missionary Position | 2012. április 10.    | A misszionárius helyzet    | 2012. október 22.    | 9x20 |
| Egy tengerészgyalogost ledobnak egy repülőből de a zsebében talált érmén nem az ő vére van, hanem egy lelkészé. A nőt valószínűleg elrabolták Kolumbiában ezért Ziva felveszi a kapcsolatot az egyik barátjával aki segíthet megkeresni az alezredest. Tony, Ziva és egy másik lelkész is odautazik, hogy megtalálják a nőt. Az ügybe besegít Ryan is, valamint többé-kevésbé a CIA. Mindeközben Palmer a megfelelő tanút keresi az esküvőjéhez.                                                                                           |                      |                            |                      |      |
| |                      |                            |                      |      |
| Rekindled | 2012. április 17.    | Lángok                     | 2012. október 29.    | 9x21 |
| Valaki felrobbantott egy épületet amiben egy haditengerészethez tartozó mappát találnak, és egy holttestet. Az egyik tűzszakértő csatlakozik a nyomozáshoz, de a DiNozzoval való közös múltja szerint nem szívesen teszi. Ducky megállapítja,hogy az áldozatot megkínozták és valószínűleg meg is szerezték amit akartak. Abby kideríti, hogy olyan anyaggal robbantottak ami lassan ég, így a tettesnek volt ideje elmenekülni. |                      |                            |                      |      |
| |                      |                            |                      |      |
| Playing with Fire | 2012. május 1.       | Játék a tűzzel             | 2012. november 5.    | 9x22 |
| Az előző rész folytatása. Felrobbantottak egy hadihajót, de a tettesnek nem sikerült elmenekülnie, így egy katonával együtt életét vesztette. Tony-ék kiderítették, hogy a robbantó Svájcból kapott leveleket melyben Koreai írásjelek voltak. Közben Tony és Ziva Olaszországba utazik, hogy egy ott tartózkodó ügynökkel megelőzzék a következő robbantást. |                      |                            |                      |      |
| |                      |                            |                      |      |
| Up in Smoke | 2012. május 8.       | Mindhiába                  | 2012. november 12.   | 9x23 |
| Folytatódik a nyomozás. Dorneget fogában egy poloskát találnak melynek szabadalmaztatója Harper Dearing. A nyomozásba besegít Ryan is, valamint elfognak néhány megbízottját is Dearing-nek, de őt nem sikerül. |                      |                            |                      |      |
| |                      |                            |                      |      |
| Till Death Do Us Apart | 2012. május 15.      | Míg a halál el nem választ | 2012. november 19.   | 9x24 |
| Nyomtalanul eltűnik Vance igazgató a hazaútján, és senki sem tudja ki rabolhatta el. Gibbs csapatával rögtön vizsgálódni kezd, majd egy váratlan telefonhívást kapnak. Eközben közeleg Jimmy esküvőjének napja. |                      |                            |                      |      |
| |                      |                            |                      |      |

|  | Itt a vége a cselekmény részletezésének! |